# Agrelo (Argentine)
Pour les articles homonymes, voir Agrelo.
Agrelo est une localité rurale argentine située dans le département de Luján de Cuyo, province de Mendoza. Elle est située entre les ruisseaux Porteño et Negro, sur la route nationale 86, qui la relie au sud-est à Clorinda et au nord-ouest à Laguna Blanca.

## Géographie
Elle est située sur la route nationale 40, à 1 km au sud de l'intersection avec la route nationale 7. La RN 40 la relie au nord à la ville de Mendoza et au sud à Tunuyán, tandis que la route 7 la relie à l'ouest à Potrerillos.
Il s'agit d'une région viticole, spécialisée dans la production de raisins fins, avec une prépondérance de grands producteurs et une forte spécialisation dans les raisins rouges. Le district d'Agrelo représente plus de la moitié des exportations de vin du département.

## Religion
| Archidiocèse | Mendoza               |
| ------------ | --------------------- |
| Paroisse     | San Francisco de Asís |